# Andrew Foster (educador)
Andrew Jackson Foster (Birmingham, Alabama, 27 de julio de 1925-Ruanda, 12 de marzo de 1987) fue un misionero estadounidense dedicado a la educación de personas sordas en Ghana desde 1956 hasta su fallecimiento en 1987. En 1954, fue el primer sordo afroamericano en conseguir una licenciatura en la Universidad Gallaudet y el primero en obtener un grado de máster en la Universidad de Míchigan Oriental. Poco después obtuvo un segundo máster en la Universidad Seattle Pacific. En 1956, fundó la Misión Cristiana para los Sordos Africanos (Christian Mission for the Deaf African). Finalmente, partió para Acra, en Ghana, donde creó la primera escuela para sordos del continente africano.

## Primeros años y educación
Andrew Foster nació en la pequeña localidad minera de Ensley, Alabama. Era hijo de un minero del carbón. Sus padres se llamabam Wiley y Veline. En 1936, tanto él, de once años, como su hermano menor, Edward, se quedaron sordos a causa de una meningitis espinal. Tras ocurrir esto, a Foster le enviaron a la «Escuela para Sordos de Color» de Talladega, donde recibió una educación solo hasta el equivalente al sexto curso de primaria, debido, en gran medida, a la segregación racial, aún en vigor en Alabama, que tenía leyes que no permitían a los afroamericanos recibir una educación superior. Para poder continuar, en 1942 a los 16 años, se mudó a Flint, Míchigan, para vivir con una tía suya. Allí asistió a la «Escuela Míchigan para Sordos», llegando a superar el octavo curso.
Durante la II Guerra Mundial, trabajó en fábricas de automóviles y restaurantes, asistiendo a clases nocturnas, tanto en Chicago como en Detroit. Terminada la guerra, el profesor Eric Malzkuhn, de la Universidad Gallaudet, le animó a continuar con su educación, matriculándose en esa universidad.  Sin embargo, fue rechazado en varias ocasiones a causa de su raza. En 1950, se diplomó en contabilidad y administración de empresas en el Instituto Detroit de Comercio. Después, en 1951, consiguió el diploma de escuela superior (equivalente al bachillerato) en la Escuela Americana de Chicago. Tras esto, fue, por fin, plenamente aceptado en la Universidad Gallaudet. Es el primer afroamericano en asistir a la Gallaudet. Se gradúa en 1954, con 29 años de edad, con un título de educador. Más tarde, continuó estudiando, obteniendo dos titulaciones, una en educación por la Universidad de Míchigan Oriental, en 1955, y otra en el Colegio Cristiano de la Misión de la Universidad Seattle Pacific, en 1956.

## Contribuciones a la educación de los sordos en África
Foster, durante su estancia en la Universidad Gallaudet, sintió la llamada a ser misionero. Visitaba a menudo el cinturón de pobreza de Washington D. C., donde iba a la búsqueda de jóvenes sordos afroamericanos con el fin de servirles de modelo destacado para sus vidas.  Desarrollando esta labor, Foster se percató de su pasión por dar a los sordos negros acceso a la comunicación, a la educación y al Evangelio. En 1956, tras tener conocimiento de que en todo el continente africano solo había doce escuelas para sordos, Andrew Foster creó la Misión Cristiana para Sordos Africanos (más tarde Misión Cristiana para los Sordos), una organización misionera cuya finalidad era la de hacer llegar la educación a todos los sordos de África.  Su trabajó arrancó en 1956, convenciendo a los funcionarios escolares para que le dejaran usar las aulas con el fin de dar clase a los sordos en horas extraescolares.
Tras una serie de giras por América para recaudar fondos para su causa, Foster aterrizó en Acra (Ghana), en 1957. Previamente a la misión de Foster, no existían registros de programas, escuelas o enseñantes para sordos ghaneses, ni tampoco registros de la existencia de una lengua de signos formal.  Las culturas que encontró Foster en su primer viaje misionero eran tan opresivas para las personas sordas que a menudo los padres escondían a sus hijos en casa o les abandonaban. En Ghana halló una escuela pública dispuesta a dejarle usar sus instalaciones para horas extraescolares con el fin de enseñar a los sordos. Tras unos meses, 53 personas sordas se habían apuntado al programa provisional de Acra. A partir de esto, se creó la Escuela Misión para Sordos de Ghana, la primera de este tipo en África occidental. Foster ostentó la dirección de la escuela hasta 1965. Durante este tiempo se centró en el crecimiento de la escuela y en preparar a personas como educadores de sus alumnos. Cuando Foster dejó la dirección, estaban acudiendo a  la escuela 113 estudiantes, con una lista de espera de 300 personas sordas. Una vez que los alumnos empezaban a estar alfabetizados, Foster complementaba su educación con habilidades para los oficios y con su evangelización. También convenció a las diversas iglesias y misiones para que ampliaran su clero, incluyendo a las personas sordas.
La Escuela Misionera para Sordos de Ghana no fue la única escuela que fundó Foster. En 1960, fundó la Escuela Misionera para Sordos de Ibadán y la primera escuela para sordos en Nigeria. A ellas les siguieron otras dos escuelas en Enugu y en Kaduna. En conjunto, Foster fundó 32 iglesias y escuelas misioneras para sordos en trece países africanos. En concreto, fundó escuelas en Ghana, Nigeria, Costa de Marfil, Togo, Chad, Senegal, Benín, Camerún, República Centro Africana, República Democrática del Congo, Burkina Faso, Burundi y Gabón. Fundó iglesias para sordos en Kenia, Sierra Leona, Congo y Guinea.  En Ghana creó un centro de preparación, que hizo innecesario preparar profesores fuera de África y, en su lugar, promovió el empleo de plantillas de personal nativo en las escuelas para sordos.

## Vida privada y fallecimiento
En 1961, Foster se casó con Berta Zuther, también sorda. Juntos criaron a cinco hijos, Andrew, John, Tim, Dan y Faith, en Ibadán, Nigeria. Foster siguió recaudando fondos, realizaba giras dando conferencias y con su labor misionera por todo el mundo, a lo largo de la segunda mitad de su vida. Además, organizó y fue enseñante en cursos de preparación de profesores para sordos, tanto en inglés como en francés por todo el mundo.
Andrew Foster falleció el 3 de diciembre de 1987 en un accidente aéreo de una avioneta Cessna, que se dirigía a Kenia y que se estrelló cerca de Gisenyi, Ruanda, muriendo todos los ocupantes.  El 26 de enero de 1988, viejos amigos y colegas de Foster se reunieron en la capilla de la fundación Gallaudet para recordar y rendir tributo a la trayectoria vital de Foster.  En esta celebración, la Asociación Nacional de Abogados Negros Sordos creó un premio nacional anual memorial de Foster y también acudieron a esta ceremonia representantes de la segunda generación sus alumnos.

## Legado
El hecho de que Foster fundara 32 escuelas en 13 países africanos, llevó a los gobernantes de Ghana y de Nigeria a que adoptaran su sistema y copiaran sus métodos escolares a nivel nacional. Asimismo, Foster preparó a un grupo de sordos nigerianos para que dirigieran sus escuelas misioneras en Nigeria. Se acuñó a este grupo de personas con el nombre de los «Pioneros Nigerianos Sordos» y se les recuerda por haber trabajado para mantener y mejorar el sistema educativo para las personas sordas por toda África. Se debe mencionar que la dedicación de Foster a la enseñanza de la lengua de signos animó a otras escuelas para sordos preexistentes en África a adoptar métodos similares, como la Escuela para Sordos de Wesley,.  En fin, el trabajo de Foster posibilitó que la lengua de signos se expandiera por África, mejorando las oportunidades que tenían los niños sordos por todo el continente.
También Foster cambió la vida a muchos estudiantes, los cuales han llegado a hacer grandes cosas. Fue gracias a los esfuerzos de Foster que Gallaudet empezó a admitir estudiantes de las escuelas africanas. Uno de esos estudiantes fue Seth Tetteh-Ocloo, de la Escuela Misionera para Sordos de Ghana, que completó su formación superior en Gallaudet, donde continuó hasta obtener una maestría de postgrado en 1965, en Gallaudet, y un doctorado en psicología educacional y rehabilitación en la Universidad del Sur de Illinois Carbondale. Seth regresó a Ghana para trabajar en rehabilitación como empleado público y fundó la segunda escuela de Ghana para personas sordas. Todos los estudiantes  venidos a la Universidad Gallaudet de las escuelas de Foster en África obtuvieron títulos universitarios.
A Andrew Foster, que llevó el idioma de signos y la educación a los sordos de África, se le considera el «Padre de la Educación de las Personas Sordas en África» entre los miembros de esa comunidad.

## Premios
- En 1962, Alpha Sigma Pi le concedió el premio «Hombre del Año».[2]
- En 1970,  la Universidad Gallaudet le concedió el título honorario de «Doctor en Humanidades», en reconocimiento por sus logros, siendo la primera persona de raza negra en recibir esta distinción.[2]
- En 1975, Premio Edward Miner de la asociación de alumnos de la Universidad Gallaudet.[3]
- En 1981, le fue concedido el premio de «Alumno de Honor», por parte de la Universidad de Míchigan Oriental.[2]
- En 1982, los alumnos de la Universidad de Seattle Pacific le concedieron la «Medalla de Oro» en reconocimiento a su trabajo.[7]
- El 22 de octubre de 2004, la Universidad Gallaudet puso el nombre «Andrew Foster» a uno de sus auditorios, denominándolo como «Padre de la Educación de las Personas Sordas en África».[3]

## Medios de Comunicación
El episodio 404 de Deaf Mosaic, de la Universidad Gallaudet, estuvo dedicado a Andrew Foster.